# Amalia von Reischach
Amalia von Reischach (* 1447; † 25. Februar 1531) war von 1491 bis 1531 Fürstäbtissin des Kanonissenstifts Lindau.

## Leben
Amalia (auch Amalie) wurde 1447 als ältestes von sieben Kindern ihrer niederadeligen Eltern Elsbeth von Schienen († 28. April 1477) und Bilgrin I. von Reischach († ~1500) geboren. Ihre ersten Jahre verbrachte Amalia vermutlich auf dem Hauptsitz ihres Vaters, der vorderen Burg Hohenstoffeln im Hegau. Ihre Schweste Magdalena († 1520) war Klosterfrau zu Wald, ihr Bruder Bilgrin II. (~1456–1533) heiratete Afra von Helmsdorf († 1529) und führte mit elf Kindern die Erblinie weiter.
Am 20. März 1476 wurde Amalia von Reischach erstmals urkundlich erwähnt: Bei der Wahl der Ursula Vogt von Summerau zur neuen Äbtissin des Stifts in Lindau wurde Amalia als fünfte von acht Chorfrauen genannt. Zwei Wochen nach dem Tod der Ursula am 4. Januar 1491 wurde Amalia von Reischach am 18. Januar 1491 zur neuen Äbtissin des reichsunmittelbaren Damenstifts in Lindau gewählt. In dieser Position hatte sie alle Rechte und Pflichten eines fürstlichen Landesherrn: Amalia wurde zu Reichstagen eingeladen, empfing mehrmals Kaiser Maximilian I., verhandelte mit anderen Herren über die Rechtsprechung zu ihren Leibeigenen und beaufsichtigte Ausgaben und Einkünfte des Stifts.
Amalia von Reischach starb im 84. Lebensjahr und nach über 40 Jahren im Äbtissinnenamt am 25. Februar 1531.

### Ahnentafel
| Ahnentafel der Amalia von Reischach          | Ahnentafel der Amalia von Reischach                                                 | Ahnentafel der Amalia von Reischach                                                 | Ahnentafel der Amalia von Reischach                                                 | Ahnentafel der Amalia von Reischach                                                 | Ahnentafel der Amalia von Reischach                                       | Ahnentafel der Amalia von Reischach                                       | Ahnentafel der Amalia von Reischach                                       | Ahnentafel der Amalia von Reischach                                       |
| -------------------------------------------- | ----------------------------------------------------------------------------------- | ----------------------------------------------------------------------------------- | ----------------------------------------------------------------------------------- | ----------------------------------------------------------------------------------- | ------------------------------------------------------------------------- | ------------------------------------------------------------------------- | ------------------------------------------------------------------------- | ------------------------------------------------------------------------- |
| Ururgroßeltern                               | Eck von Reischach († 1352) ⚭ NN von Ehrenfels                                       | ?? ⚭ ??                                                                             | Benz von Heudorf († 1384) ⚭ NN                                                      | ?? ⚭ ??                                                                             | ?? ⚭ ??                                                                   | ?? ⚭ ??                                                                   | ?? ⚭ ??                                                                   | ?? ⚭ ??                                                                   |
| Urgroßeltern                                 | Burkhard von Reischach († 1389) ⚭ Adelheid vom Stain († 1393)                       | Burkhard von Reischach († 1389) ⚭ Adelheid vom Stain († 1393)                       | Benz von Heudorf († 1448) ⚭ Agnes im Thurm                                          | Benz von Heudorf († 1448) ⚭ Agnes im Thurm                                          | Konrad von Schienen († ~1433) ⚭ Margareta von Gachnang                    | Konrad von Schienen († ~1433) ⚭ Margareta von Gachnang                    | unbekannt ⚭ unbekannt                                                     | unbekannt ⚭ unbekannt                                                     |
| Großeltern                                   | Burkard von Reischach (* 1404; † ~1439) ⚭ Amalie von Heudorf von Waldsberg († 1450) | Burkard von Reischach (* 1404; † ~1439) ⚭ Amalie von Heudorf von Waldsberg († 1450) | Burkard von Reischach (* 1404; † ~1439) ⚭ Amalie von Heudorf von Waldsberg († 1450) | Burkard von Reischach (* 1404; † ~1439) ⚭ Amalie von Heudorf von Waldsberg († 1450) | Ulrich von Schienen ⚭ Ursula von Hall                                     | Ulrich von Schienen ⚭ Ursula von Hall                                     | Ulrich von Schienen ⚭ Ursula von Hall                                     | Ulrich von Schienen ⚭ Ursula von Hall                                     |
| Eltern                                       | Pilgrim (Bilgri) I. († ~1500) ⚭ Elisabeth von Schienen († 28. April 1477)           | Pilgrim (Bilgri) I. († ~1500) ⚭ Elisabeth von Schienen († 28. April 1477)           | Pilgrim (Bilgri) I. († ~1500) ⚭ Elisabeth von Schienen († 28. April 1477)           | Pilgrim (Bilgri) I. († ~1500) ⚭ Elisabeth von Schienen († 28. April 1477)           | Pilgrim (Bilgri) I. († ~1500) ⚭ Elisabeth von Schienen († 28. April 1477) | Pilgrim (Bilgri) I. († ~1500) ⚭ Elisabeth von Schienen († 28. April 1477) | Pilgrim (Bilgri) I. († ~1500) ⚭ Elisabeth von Schienen († 28. April 1477) | Pilgrim (Bilgri) I. († ~1500) ⚭ Elisabeth von Schienen († 28. April 1477) |
| Amalia von Reischach (1447–25. Februar 1531) |                                                                                     |                                                                                     |                                                                                     |                                                                                     |                                                                           |                                                                           |                                                                           |                                                                           |